# Rozsdástorkú pityer

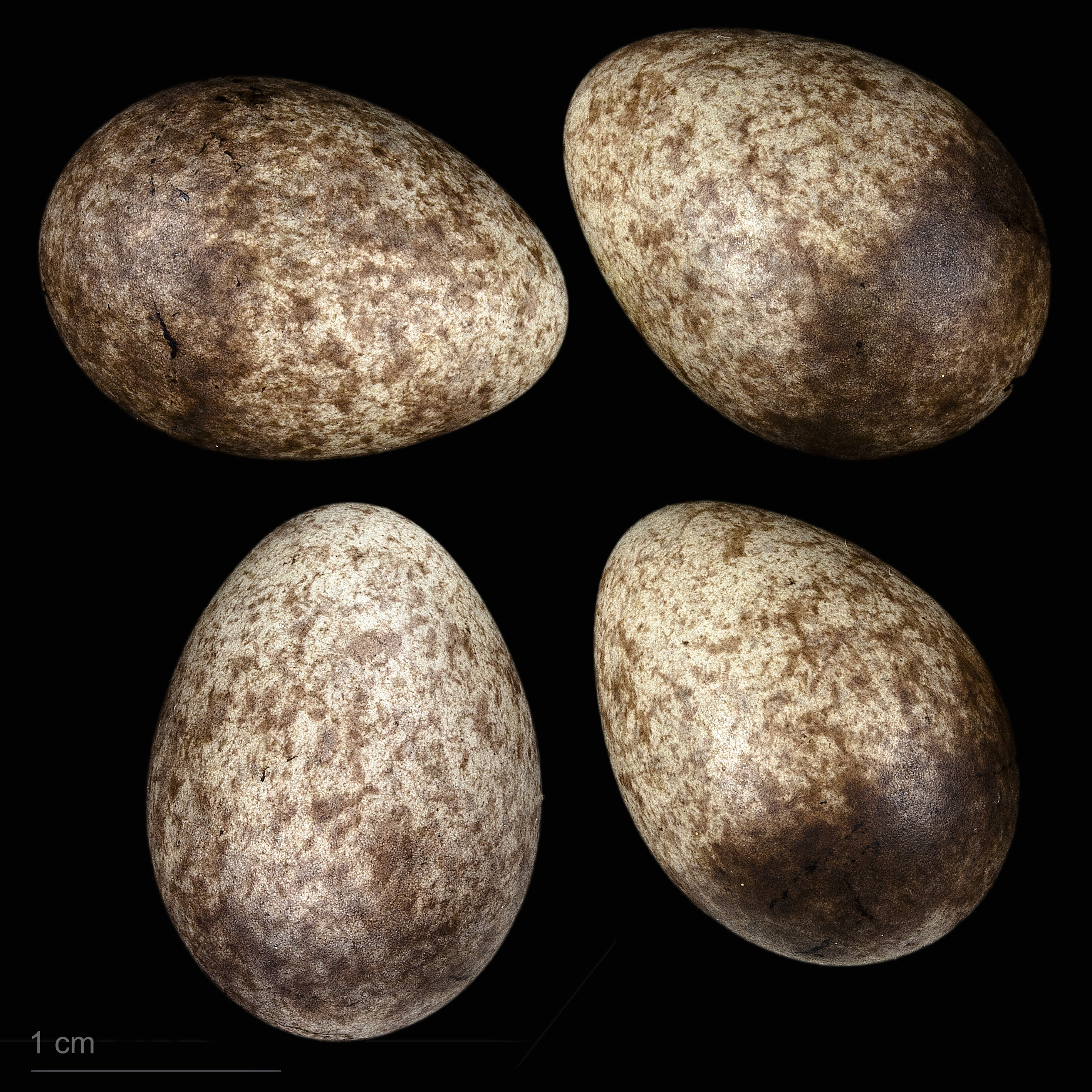
Anthus cervinus

A rozsdástorkú pityer (Anthus cervinus) a madarak osztályának verébalakúak (Passeriformes)  rendjébe és a billegetőfélék (Motacillidae) családjába tartozó faj.

## Előfordulása
Európa, Ázsia és Észak-Amerika sarki tundraövezetének lakója. Ősszel délre vonul, eljut Afrikába és Ausztráliába is.

## Alfajai
- Anthus cervinus cervinus
- Anthus cervinus rufogularis

## Megjelenése
Testhossza 15 centiméter, szárnyfesztávolsága 25–27 centiméter, testtömege pedig 18–22 gramm.
Szemsávja, fej- és nyakoldalai, torka, álla és begye szép egyöntetű rozsdás húsvörös színűek.
|  |

## Életmódja
Rovarokat, hernyókat és pókokat eszik, a földön keresgéli táplálékát.
Hosszútávú vonuló.

## Szaporodás
Fészkét talajra, kisebb mélyedésbe, legtöbbször bozót vagy bokor védelmében, növényi anyagokból készíti. Fészekalja 5–6 tojásból áll, melyeken 11–14 napig kotlik. A fiókák 11–13 napos korukban elhagyják a fészket, de még a szülők gondoskodására szorulnak.

## Kárpát-medencei előfordulása
Magyarországon rendszeres vendég.